# ヨハンナ・シグルザルドッティル
ヨーハンナ・シーグルザルドッティル（アイスランド語：Jóhanna Sigurðardóttir（発音: [jouːhanːa ˈsɪːɣʏrðartouʰtɪr] ）、英語：Johanna Sigurdardottir、1942年10月4日 - ）は、アイスランドの政治家。社会民主同盟副党首、社会問題相（2回）を歴任し、第38代アイスランド首相を務めた。

## 経歴
1942年10月4日にレイキャビクで誕生し、大学卒業後に旅客機の客室乗務員として航空業界に勤務する。労働組合で頭角を表し、政治家へ転身する。1978年に国会議員に初当選。一時期は自身の政党を作ったこともある。ゲイル政権では2007年に社会問題相として入閣する。
2008年の金融危機でアイスランドは未曾有の危機に襲われ、ゲイルが福祉予算削減の検討を表明したのに対し、失業保険や年金を扱う社会問題相の立場からこれに抵抗して国民の人気が高まった。抵抗されたゲイルは「彼女は素晴らしい女性だが増税主義者」と評する。その後、2009年1月にゲイルが健康問題を理由に辞任を表明。ヨハンナの所属する社会民主同盟（第2党）と左翼環境運動（第3党）で連立を組むことに合意し、2月1日に首相に就任した。
2009年4月25日の総選挙で勝利し、同盟と左翼環境運動による左派連立政権を継続した。
2013年4月27日の総選挙で敗北して政界引退を表明し、35年間の政治活動に幕を下ろした。
- 左からヨハンナ・シグルザルドッティル、スウェーデンのモード・オロフソン産業・エネルギー大臣、デンマークのラース・ロッケ・ラスムセン首相（2009年10月27日）
- デンマークにて（2010年5月21日）
- 左からフィンランドのユルキ・カタイネン首相、ノルウェーのイェンス・ストルテンベルグ首相、ヨハンナ・シグルザルドッティル、スウェーデンのフレドリック・ラインフェルト首相（2011年11月1日）

## 私生活
アイスランドには同性のカップルがパートナーを法的に登録でき、結婚と同じ権利が保障される法令があり、ヨーハンナは2002年に長年のパートナーであった同性の脚本家ヨニナ・レオスドッティルとの届けを提出した。2010年6月27日にヨニナと結婚し、同性結婚をした世界初の国家首脳となった。イギリスのマスコミは、世界で初めて同性愛を公表した首相だと報じている。アイスランド国会は同年6月より同性結婚を合法化する法案を可決しており、27日はその法律が施行された日であり、同性愛者の権利を訴えるキャンペーンが世界的に行われる日でもある。なお、過去に男性と結婚していたこともあり、その際には2人の息子をもうけている。